# Didonica subsessilis
Didonica subsessilis är en ljungväxtart som beskrevs av J.L. Luteyn. Didonica subsessilis ingår i släktet Didonica och familjen ljungväxter. Inga underarter finns listade i Catalogue of Life.